# Michael Lopez-Alegria
Michael Eladio López-Alegría (ur. 30 maja 1958 w Madrycie) – komandor marynarki wojennej, amerykański astronauta.

## Wykształcenie oraz służba wojskowa
- 1976 – ukończył szkołę średnią w Mission Viejo, stan Kalifornia.
- 1980 – został absolwentem Akademii Marynarki Wojennej Stanów Zjednoczonych w Annapolis (United States Naval Academy), otrzymując licencjat z projektowania systemów i rozpoczął służbę w Marynarce Wojennej Stanów Zjednoczonych.
- 1981–1986 – 4 września 1981 rozpoczął służbę w lotnictwie morskim. Do marca 1983 był pilotem-instruktorem w bazie Pensacola na Florydzie. Później dostał przeniesienie do Hiszpanii, gdzie w bazie Rota był dowódcą samolotu EP-3E należącego do eskadry morskiego wywiadu elektronicznego. Brał udział w operacjach wywiadowczych na Morzu Śródziemnym, północnym Atlantyku, Morzu Bałtyckim i w Ameryce Środkowej.
- 1986 – został wyznaczony do udziału we wspólnym dwuletnim programie Podyplomowej Szkoły Marynarki Wojennej (U.S. Naval Postgraduate School) w Monterey, stan Kalifornia, oraz Szkoły Pilotów Doświadczalnych Marynarki Wojennej (U.S. Naval Test Pilot School) w Patuxent River, stan Maryland.
- 1988 – po ukończeniu U.S. Naval Postgraduate School uzyskał tytuł magistra inżynierii lotniczej.
- 1988–1992 – w Centrum Lotnictwa Doświadczalnego Marynarki Wojennej (Naval Air Test Center) służył jako inżynier-pilot doświadczalny oraz kierownik programu.
- 2008 – w czerwcu opuścił marynarkę wojenną i przeszedł w stan spoczynku.

Na przeszło 30 typach samolotów wylatał ponad 5700 godzin.

## Kariera astronauty
- 1992 – 31 marca został członkiem 14. grupy astronautów NASA. W sierpniu rozpoczął w Johnson Space Center roczne przeszkolenie podstawowe. Po jego zakończeniu uzyskał kwalifikacje specjalisty misji i został skierowany do pracy w Biurze Astronautów NASA.
- 1995 – na przełomie października i listopada uczestniczył w locie STS-73 wahadłowca Columbia. Po zakończeniu misji do 1997 był przedstawicielem NASA (Director of Operations) w rosyjskim Centrum Wyszkolenia Kosmonautów im. J. Gagarina w Gwiezdnym Miasteczku pod Moskwą.
- 1997 – w czerwcu został przydzielony do podstawowej załogi misji STS-92.
- 2000 – w listopadzie wziął udział w locie promu Discovery podczas wyprawy STS-92. Po powrocie z kosmosu powierzono mu kierowanie nowym wydziałem Biura Astronautów (ISS Crew Operations branch) zajmującym się pracą załóg wyznaczonych do lotu na Międzynarodową Stację Kosmiczną.
- 2002 – był członkiem załogi STS-113, która na przełomie listopada i grudnia odbyła lot na pokładzie wahadłowca Endeavour. Później został asystentem technicznym w Biurze EVA w Johnson Space Center.
- 2004 – w styczniu został wyznaczony na dowódcę załogi rezerwowej 14 ekspedycji na Międzynarodową Stację Kosmiczną.
- 2005 – we wrześniu międzynarodowa komisja zatwierdzająca składy załóg ISS przeniosła go do załogi podstawowej w miejsce Jeffreya Williamsa. Na początku grudnia wspomniana komisja zatwierdziła skład podstawowej załogi 14 ekspedycji: Michael Lopez-Alegria został dowódcą, a inżynierem pokładowym Michaił Tiurin.
- 2006 – w maju wraz z ponownym uruchomieniem misji wahadłowców i powrocie do trzyosobowych załóg Międzynarodowej Stacji Kosmicznej NASA zakomunikowała, że ustaloną wcześniej załogę uzupełni amerykańska astronautka Sunita Williams.
Lopez-Alegria i Tiurin wystartowali w kosmos na pokładzie statku kosmicznego Sojuz TMA-9 18 września 2006. Sunita Williams przybyła na stację na pokładzie wahadłowca w grudniu 2006.
- 2007 – 21 kwietnia Lopez-Alegria, Tiurin i Charles Simonyi powrócili na Ziemię.
- 2012 – w marcu opuścił NASA i został prezesem grupy Commercial Spaceflight Federation.
- 2014 – w październiku został niezależnym konsultantem.

## Loty kosmiczne
- STS-73 (Columbia F-18);

W dniach 19 października – 5 listopada 1995 uczestniczył w locie STS-73 jako specjalista misji (MS-3). Razem z nim w kosmos polecieli: Kenneth D. Bowersox (dowódca), Kent V. Rominger (pilot), Catherine G. Coleman (specjalista misji MS-1), Kathryn C. Thornton (MS-2), oraz specjaliści ładunku Fred W. Leslie (PS-1) oraz Albert Sacco, Jr. (PS-2). Zasadniczym celem lotu było przeprowadzenie badań przygotowanych wspólnie przez amerykańskie organizacje rządowe i prywatne oraz uniwersytety. Oficjalnie program ten otrzymał nazwę – amerykańskie laboratorium nieważkości (USML-2 – United States Microgravity Laboratory). Znajdowało się ono na module Spacelab zainstalowanym w ładowni Columbii. Astronauci przechodzili do niego przez specjalny tunel. NASA na przygotowanie programu badawczego tego lotu wydała ponad 100 milionów dolarów. Przeprowadzone zostały eksperymenty w dziedzinie fizyki, materiałoznawstwa i biotechnologii. Po zakończeniu 16-dniowego programu lotu wahadłowiec Columbia wylądował w KSC na Przylądku Canaveral na Florydzie.
- STS-92 (Discovery F-28);

11 października 2000 Michael Lopez-Alegria rozpoczął swój drugi lot w kosmos. Tym razem również jako specjalista misji (MS-5) podczas lotu promu Discovery w czasie wyprawy STS-92. Dowódcą załogi był Brian Duffy, pilotem Pamela A. Melroy, a specjalistami misji: Leroy Chiao (MS-1), William S. McArthur, Jr (MS-2), Peter J. K. Wisoff (MS-3), i japoński astronauta Koichi Wakata (MS-4). Celem lotu była dalsza rozbudowa Międzynarodowej Stacji Kosmicznej. Wahadłowiec miał na swoim pokładzie kratownicę Z-1 oraz łącznik PMA 3 dla modułu Unity.
Discovery połączył się z ISS 14 października. Dwa dni później 16 października podczas ponad 7-godzinnego spaceru w kosmosie Lopez-Alegria i Wisoff podłączyli do modułu Unity łącznik PMA-3 (Pressurized Mating Adapter 3). Podczas swojego drugiego (a czwartego w tej misji) EVA Lopez-Alegria i Peter Wisoff również przez blisko 7 godzin wykonywali zaplanowane prace przy kratownicy Z-1 i przetestowali mały plecak napędowy SAFER (Simplified Aid For EVA Rescue), który może być wykorzystywany w czasie awaryjnego powrotu astronauty na pokład promu.
20 października Discovery odłączył się od Międzynarodowej Stacji Kosmicznej i 24 października, z dwudniowym opóźnieniem spowodowanym złą pogodą, po wykonaniu 202 okrążeń Ziemi wylądował w bazie Edwards w Kalifornii. 
- STS-113 (Endeavour F-19);

23 listopada 2002 Lopez-Alegria po raz trzeci udał się w kosmos. Tym razem był specjalistą misji (MS-1) promu Endeavour, podczas wyprawy STS-113. Udział w niej wzięli również: dowódca - James D. Wetherbee, pilot – Paul S. Lockhart oraz specjaliści misji; John B. Herrington (MS-2), Kenneth D. Bowersox (MS-3), Donald R. Pettit (MS-4), oraz Nikołaj M. Budarin (MS-5). Trzech ostatnich astronautów stanowiło 6 stałą załogę ISS, która miała zmienić swoich poprzedników. Zasadniczym celem misji było zainstalowanie kolejnego elementu kratownicy – struktury P 1 Truss oraz specjalnego wózka CETA CART-B. W tym celu Lopez-Alegria i John Herrington trzykrotnie pracowali poza ISS. W dniu 26 listopada przez 6 godzin i 45 minut m.in. pracowali przy okablowaniu struktury P 1 oraz przygotowali do użytku wózek CART-B. Dwa dni później 28 listopada przebywali poza stacją przez 6 godzin i 10 minut, kończąc prace rozpoczęte podczas EVA-1. Poza tym zainstalowali nową kamerę wideo. Ostatni spacer kosmiczny astronauci odbyli 30 listopada. Wówczas przez 7 godzin zakończyli instalowanie oraz uruchamianie P 1.

2 grudnia wahadłowiec odłączył się od Międzynarodowej Stacji Kosmicznej, zabierając na Ziemię załogę ekspedycji 5: Walerija Korzuna, Peggy Whitson oraz Siergieja Trieszczowa. Po trzykrotnym odraczaniu operacji powrotu na Ziemię prom Endeavour wylądował na bieżni KSC 7 grudnia 2002.

## Odznaczenia i nagrody
- medal NASA „Za lot kosmiczny” (NASA Space Flight Medal) – czterokrotnie (1995, 2000, 2002, 2006)
- Medal „Za zasługi w podboju kosmosu” (2011, Rosja)[1]
- Universal Astronaut Insignia za lot orbitalny (nr 334) – Stowarzyszenie Uczestników Lotów Kosmicznych (Association of Space Explorers(inne języki))[2]

## Wykaz lotów
| Loty kosmiczne, w których uczestniczył Michael E. Lopez-Alegria             | Loty kosmiczne, w których uczestniczył Michael E. Lopez-Alegria | Loty kosmiczne, w których uczestniczył Michael E. Lopez-Alegria | Loty kosmiczne, w których uczestniczył Michael E. Lopez-Alegria | Loty kosmiczne, w których uczestniczył Michael E. Lopez-Alegria | Loty kosmiczne, w których uczestniczył Michael E. Lopez-Alegria | Loty kosmiczne, w których uczestniczył Michael E. Lopez-Alegria |
| №                                                                           | Data startu                                                     | Statek kosmiczny                                                | Data lądowania                                                  | Statek kosmiczny                                                | Funkcja                                                         | Czas trwania                                                    |
| --------------------------------------------------------------------------- | --------------------------------------------------------------- | --------------------------------------------------------------- | --------------------------------------------------------------- | --------------------------------------------------------------- | --------------------------------------------------------------- | --------------------------------------------------------------- |
| 1                                                                           | 20 października 1995                                            | STS-73 Columbia F-18                                            | 5 listopada 1995                                                | STS-73 Columbia F-18                                            | specjalista misji (MS-3)                                        | 15 dni 21 godzin 52 minuty i 21 sekund                          |
| 2                                                                           | 11 października 2000                                            | STS-92 Discovery F-28                                           | 24 października 2000                                            | STS-92 Discovery F-28                                           | specjalista misji (MS-5)                                        | 12 dni 21 godzin 42 minuty i 41 sekund                          |
| 3                                                                           | 24 listopada 2002                                               | STS-113 Endeavour F-19                                          | 7 grudnia 2002                                                  | STS-113 Endeavour F-19                                          | specjalista misji (MS-1)                                        | 13 dni 18 godzin 47 minut i 25 sekund                           |
| 4                                                                           | 18 września 2006                                                | Sojuz TMA-9                                                     | 21 kwietnia 2007                                                | Sojuz TMA-9                                                     | inżynier pokładowy Sojuza TMA-9 i dowódca ISS                   | 215 dni 8 godzin 22 minuty i 22 sekund                          |
| Łączny czas spędzony w kosmosie — 257 dni 22 godziny 44 minuty i 49 sekund. |                                                                 |                                                                 |                                                                 |                                                                 |                                                                 |                                                                 |